# Septoria malagutii
Septoria malagutii är en svampart som beskrevs av Ciccar. & Boerema ex E.T. Cline 2006. Septoria malagutii ingår i släktet Septoria och familjen Mycosphaerellaceae.   Inga underarter finns listade i Catalogue of Life.